# 古斯塔沃·里佐机场
古斯塔沃·里佐机场（西班牙語：Aeropuerto Gustavo Rizo；IATA：BCA，ICAO：MUBA）是为古巴巴拉科阿城服务的一座支线机场。机场较小，主要运营国内航班。机场附近的最近的酒店，圣港海湾酒店位于机场西约4公里（2.5英里），在巴拉科阿北偏西方向。虽然航班不多，Aero Caribbean和Aerogaviota的从哈瓦那驶来的飞机偶尔会在这里起降。

## 航线
| 航空公司       | 目的地 |
| -------------- | ------ |
| Aero Caribbean | 哈瓦那 |
| Aerogaviota    | 哈瓦那 |